# Monomorium ebangaense
Monomorium ebangaense är en myrart som beskrevs av Santschi 1937. Monomorium ebangaense ingår i släktet Monomorium och familjen myror. Inga underarter finns listade i Catalogue of Life.